# Шарль Ніколь
Шарль Жуль Анрі Ніколь (фр. Charles-Jules-Henri Nicolle; 21 вересня 1866 — 28 лютого 1936) — французький лікар, бактеріолог і паразитолог, удостоєний у 1928 році Нобелівської премії з фізіології або медицини.

## Біографічні відомості
Народився 21 вересня 1866 в Руані. Закінчив Руанський університет (1893). Працював у Пастерівському інституті в Парижі у І. І. Мечникова і Е. Ру, в 1893—1902 роках був професором мікробіології Руанського університету. У 1903 році заснував і очолив Пастерівський інститут у Тунісі. З 1933 року — професор Колеж де Франс. Основні роботи присвячені багатьом інфекційним хворобам: епідемічному висипному тифу, епідемічному поворотному тифу, бруцельозу, лейшманіозу, токсоплазмозу, марсельській гарячці, скарлатині тощо. У 1909 році показав можливість експериментального зараження збудником епідемічного висипного тифу морської свинки, що відкрило широкі можливості для вивчення і діагностики цієї інфекційної хвороби. У 1916 році разом з Блезо розробив спосіб лікування цієї хвороби. Створив вакцину проти м'якого шанкра, запропонував спосіб лікування кору за допомогою сироватки реконвалесцентів, довів можливість вакцинації тварин від бруцельозу.
У 1928 році був нагороджений Нобелівською премією з фізіології або медицини за встановлення того факту, що переносником епідемічного висипного тифу є платтяна воша. Однак у вітчизняній літературі зустрічаються описи того, що цей факт був встановлений ще за три десятиліття (у 1892 році) до дослідів Ніколя, професором Київського університету Григорієм Мінхом.
Помер Шарль Ніколь у Тунісі 28 лютого 1936 року.